# Bendorf (Francja)
Bendorf – miejscowość i gmina we Francji, w regionie Grand Est, w departamencie Górny Ren.
Według danych na rok 1990 gminę zamieszkiwały 202 osoby, 27 os./km².